# Gray (cantante)
Lee Seong-hwa (hangul:이성화; Seúl, 8 de diciembre de 1986), mejor conocido por su nombre artístico Gray (hangul: 그레이), es un cantante, rapero, compositor y productor musical surcoreano.

## Biografía
Nació el 8 de diciembre de 1986 en Seúl, Corea del Sur. Estudió en la Universidad Hongik, donde formó parte de un club musical. Allí, trabajó en un equipo de composición de música. Fue dado de baja del ejército a finales de 2009.

## Carrera
Comenzó a componer canciones durante el primer año de la escuela secundaria. En 2011, participó del Festival de la Canción de MBC College, ganando el premio de oro junto a su equipo.
Desde 2013 forma parte de la discografía AOMG.
Es miembro del grupo "VV:D" (VIVID), junto a los cantantes y raperos Zion.T, Loco, Crush y ELO (Oh Min-taek).
En 2016 participó como uno de los jueces en el programa "Show Me the Money 5".

## Discografía

### Extended plays
| Título       | Detalles del álbum                                                                     | Posición en la tabla | Ventas |
| Título       | Detalles del álbum                                                                     | KOR                  | Ventas |
| ------------ | -------------------------------------------------------------------------------------- | -------------------- | ------ |
| Call Me Gray | - Lanzamiento: 25 de octubre, 2013 - Discografía: AOMG - Formato: CD, digital download | —                    | N/A    |

### Sencillos
| Año  | Título                   | Álbum                                           | Posición en la tabla | Notas                                  |
| ---- | ------------------------ | ----------------------------------------------- | -------------------- | -------------------------------------- |
| 2019 | TMI                      | -                                               | 102                  |                                        |
| 2018 | Late Night               | -                                               | 76                   | junto a Loco                           |
| 2018 | Upside Down (뒤집어버려) | -                                               | 89                   | junto a Simon Dominic, Jay Park y Loco |
| 2018 | El Tornado               | -                                               | -                    | junto a Jay Park                       |
| 2017 | I'm Fine (잘)            | "Hyena on the Keyboard"                         | 15                   | junto a Sleepy, Loco y Hoody           |
| 2016 | Summer Night (Remix)     | -                                               | 17                   | junto a Hoody                          |
| 2016 | Comfortable (맘 편히)    | OST de "Show Me the Money 5" (segundo episodio) | 1                    | junto a Simon Dominic y One            |
| 2016 | Good                     | -                                               | 1                    | junto a Loco ft. ELO                   |
| 2015 | Just Do It (하기나 해)   | -                                               | 12                   | junto a Loco                           |
| 2013 | Dangerous (위험해)       | "Call Me Gray"                                  | 67                   |                                        |
| 2013 | Blink (Remix)            | -                                               | -                    | junto a Crush, ELO y Jinbo             |
| 2012 | Blink (깜빡)             | -                                               | -                    | junto a Zion.T y Crucial Star          |

### Colaboraciones (artista invitado)
| Año  | Intérpretes                                                 | Canción                                 | Álbum                                    | Notas                                                |
| ---- | ----------------------------------------------------------- | --------------------------------------- | ---------------------------------------- | ---------------------------------------------------- |
| 2020 | Ally ft. Gray                                               | "How To Love"                           | Digital single                           | (canción tailanesa)                                  |
| 2018 | Lee Jin-ah ft. Gray                                         | "RUN"                                   | Jinah Restaurant Full Course             |                                                      |
| 2018 | Hyolyn ft. Gray                                             | "Dally (달리)"                          | Digital single                           | [ 6 ]                                                |
| 2018 | DPR Live ft. Gray                                           | "Action!"                               | Digital single                           |                                                      |
| 2018 | Hash Swan ft. Gray                                          | "Wang Like Alexander (알렉산더처럼 왕)" | Alexandrite                              |                                                      |
| 2017 | Woo Won-jae ft. Gray & Loco                                 | "We Are (시차)"                         | Digital single                           | [ 7 ] [ 8 ] [ 9 ] [ 10 ] [ 11 ] [ 12 ] [ 13 ] [ 14 ] |
| 2017 | Loco ft. Gray                                               | "Summer Go Loco"                        | Summer Go Loco                           |                                                      |
| 2017 | Dayday ft. Gray & Jay Park                                  | "Call Me"                               | All Day Every Day                        |                                                      |
| 2016 | G2 ft. Gray                                                 | "1999"                                  | G2's Life, Pt. 1                         |                                                      |
| 2016 | Jay Park ft. Gray                                           | "Drive"                                 | Everything You Wanted                    |                                                      |
| 2016 | Swings ft. Gray & BewhY                                     | "On My Way"                             | Mood Swings II, Pt. 3: Psychotherapy     |                                                      |
| 2016 | ELO ft. Gray                                                | "DAY N NIGHT"                           | 8 Femmes                                 |                                                      |
| 2016 | One, Gray & Simon Dominic                                   | "Comfortable"                           | Canción para "Show Me The Money 5"       |                                                      |
| 2016 | Loco & Gray ft. ELO                                         | "GOOD"                                  | Digital single                           |                                                      |
| 2016 | AOMG                                                        | "Always On My Grind"                    | Follow The Movement Tour                 |                                                      |
| 2016 | Simon Dominic ft. Hoody & Gray                              | "You Always (넌 언제나)"                | Canción para "Two Yoo Project Sugar Man" |                                                      |
| 2015 | TakeOne ft. Gray, Crucial Star, Black Gosi, MC Meta & Lolly | "이제는 떳떳하다"                       | Digital single                           |                                                      |
| 2015 | Jay Park ft. Ugly Duck & Gray                               | "Don't Try Me"                          | Worldwide                                |                                                      |
| 2015 | Jay Park ft. Loco & Gray                                    | "My Last"                               | Worldwide                                |                                                      |
| 2015 | Loco ft. Gray                                               | "Awesome"                               | Digital single                           |                                                      |
| 2015 | Loco ft. Gray                                               | "Respect"                               | Digital single                           |                                                      |
| 2015 | ELO ft. Gray                                                | "Parachute (Cool Summer Remix)"         | Digital single                           |                                                      |
| 2014 | ELO ft. Gray                                                | "Parachute"                             | Digital single                           |                                                      |
| 2014 | Jay Park ft. Simon Dominic, Trinidad James, Loco & Gray     | "Success Crazed (미친놈)"               | Evolution                                |                                                      |
| 2014 | Jay Park ft. Simon Dominic & Gray                           | "Metronome"                             | Evolution                                |                                                      |
| 2014 | Jay Park ft. Gray                                           | "Evolution"                             | Evolution                                |                                                      |
| 2014 | Crush ft. Gray                                              | "Whatever You Do"                       | Crush On You                             |                                                      |
| 2014 | Wutan ft. Gray                                              | "Lucid Dream (자각몽)"                  | Digital single                           |                                                      |
| 2014 | Loco ft. Gray                                               | "If I (좋겠어)"                         | Locomotive                               |                                                      |
| 2014 | Loco ft. Gray                                               | "No Manners (무례하게)"                 | Locomotive                               |                                                      |
| 2014 | Swings ft. Gray                                             | "Victorious 2 (이겨낼거야 2)"           | Mood Swings II, Pt. 1: Major Depression  |                                                      |
| 2013 | Swings ft. Gray                                             | "Invincible (못 이겨)"                  | Digital single                           |                                                      |
| 2013 | Swings ft. Beenzino, Zion.T, & Gray                         | "A Real Lady"                           | Digital single                           |                                                      |
| 2013 | G-Slow ft. Swings                                           | "Let's Get It On"                       | Digital single                           |                                                      |
| 2013 | Double K ft. Gray                                           | "Wish U Well"                           | Nom (놈)                                 |                                                      |
| 2013 | Loco ft. Gray                                               | "See The Light"                         | Digital single                           |                                                      |
| 2013 | P-Type ft. Gray                                             | "Love, Life, Rap"                       | Digital single                           |                                                      |
| 2012 | Mainstream ft. Gray                                         | "Drinks Up"                             | Digital single                           |                                                      |

### Como productor
| Año  | Intérpretes                                             | Canción                                                                | Álbum                                                                     | Notas         |
| ---- | ------------------------------------------------------- | ---------------------------------------------------------------------- | ------------------------------------------------------------------------- | ------------- |
| 2019 | BIGONE ft. PENOMECO                                     | "Too Much"                                                             | "PEACH BLOSSOM"                                                           |               |
| 2018 | Bang Jae-min ft. Chancellor                             | "Me In"                                                                | OST de "Top Management"                                                   |               |
| 2017 | Wanna One prod. Dynamic Duo                             | "11"                                                                   | 1÷x=1 (Undivided)                                                         |               |
| 2017 | Gray ft. Sleepy, Loco & Hoody                           | "I'm Fine (잘)"                                                        | Hyenas on The Keyboard - Single                                           |               |
| 2017 | Woo Won-jae ft. Gray & Loco                             | "We Are (시차)"                                                        | Digital single                                                            |               |
| 2017 | BewhY ft. C Jamm                                        | "Wright Brothers"                                                      | The Blind Star                                                            |               |
| 2017 | BewhY                                                   | "My Star"                                                              | The Blind Star                                                            |               |
| 2017 | BewhY                                                   | "Red Carpet"                                                           | The Blind Star                                                            |               |
| 2017 | BewhY                                                   | "Curtain Call"                                                         | The Blind Star                                                            |               |
| 2017 | Dayday ft. Gray & Jay Park                              | "Call Me"                                                              | All Day Every Day                                                         |               |
| 2017 | Loco ft. Dean                                           | "지나쳐"                                                               | Bleached                                                                  |               |
| 2017 | Loco                                                    | "A.O.M.G"                                                              | Bleached                                                                  |               |
| 2017 | G2                                                      | "Knockin' at the Door"                                                 | G2's Life, Pt. 2                                                          |               |
| 2016 | TakeOne ft. ELO & Stella Jang                           | "막다른 길"                                                            | 녹색이념                                                                  |               |
| 2016 | G2 ft. Gray                                             | "1999"                                                                 | G2's Life, Pt. 1                                                          |               |
| 2016 | Hoody ft. Dok2                                          | "Need U"                                                               | On and On                                                                 |               |
| 2016 | Hoody                                                   | "Like U"                                                               | On and On                                                                 |               |
| 2016 | Hoody                                                   | "The Light"                                                            | On and On                                                                 |               |
| 2016 | Hoody ft. Jay Park                                      | "Your Eyes"                                                            | On and On                                                                 |               |
| 2016 | Jay Park ft. Gray                                       | "Drive"                                                                | Everything You Wanted                                                     |               |
| 2016 | Swings                                                  | "Your Soul"                                                            | Mood Swings II, Pt. 3: Psychotherapy                                      |               |
| 2016 | Swings ft. Gray & BewhY                                 | "On My Way"                                                            | Mood Swings II, Pt. 3: Psychotherapy                                      |               |
| 2016 | ELO ft. Simon Dominic                                   | "Angel"                                                                | 8 Femmes                                                                  |               |
| 2016 | ELO ft. Gray                                            | "Parachute (Cool Summer Remix)"                                        | 8 Femmes                                                                  |               |
| 2016 | ELO ft. Gray                                            | "DAY N NIGHT"                                                          | 8 Femmes                                                                  |               |
| 2016 | ELO ft. Paloalto                                        | "The End"                                                              | 8 Femmes                                                                  |               |
| 2016 | ELO                                                     | "Rose"                                                                 | 8 Femmes                                                                  |               |
| 2016 | Jay Park & Ugly Duck ft. Loco, Dayday & Simon Dominic   | "Not The Same Person You Used To Know (니가 알던 내가 아냐 - (Remix))" | Scene Stealers                                                            |               |
| 2016 | BewhY ft. Jay Park                                      | "Day Day"                                                              | -                                                                         |               |
| 2016 | BewhY                                                   | "자화상 pt.2 (Fake)"                                                   | Canción para "Show Me the Money 5"                                        |               |
| 2016 | BewhY                                                   | "Forever"                                                              | Canción para "Show Me the Money 5"                                        |               |
| 2016 | One, Gray & Simon Dominic                               | "Comfortable"                                                          | Canción para "Show Me the Money 5"                                        |               |
| 2016 | BewhY, G2, One ft. Simon Dominic                        | "Not The Same Person You Used To Know (니가 알던 내가 아냐)"           | Canción para "Show Me the Money 5"                                        |               |
| 2016 | Loco & Gray ft. ELO                                     | "GOOD"                                                                 | Digital single                                                            |               |
| 2016 | Tiffany Hwang ft. Simon Dominic                         | "Heartbreak Hotel"                                                     | Digital single                                                            |               |
| 2016 | Hoody                                                   | "Like You"                                                             | Digital single                                                            |               |
| 2016 | Simon Dominic ft. Hoody & Gray                          | "You Always (넌 언제나)"                                               | Canción para "Two Yoo Project Sugar Man"                                  |               |
| 2016 | Dok2 ft. Dean                                           | "Bad Vibes Lonely"                                                     | Digital single                                                            |               |
| 2016 | AOMG                                                    | "Always On My Grind"                                                   | Follow The Movement Tour                                                  |               |
| 2015 | Gary ft. Gaeko                                          | "Lonely Night"                                                         | Digital single                                                            |               |
| 2015 | Ugly Duck & DJ Wegun                                    | "Re:Birth/A Piece of Cake (누워서 떡 먹기)"                            | Digital single                                                            |               |
| 2015 | Swings ft. Black Nut                                    | "Watch"                                                                | Levitate                                                                  |               |
| 2015 | Dynamic Duo                                             | "Eat, Pray, Love"                                                      | Grand Carnival                                                            |               |
| 2015 | Jay Park                                                | "In This B*tch"                                                        | Worldwide                                                                 |               |
| 2015 | Jay Park                                                | "Seattle 2 Seoul"                                                      | Worldwide                                                                 |               |
| 2015 | Jay Park ft. DJ Wegun                                   | "On It"                                                                | Worldwide                                                                 |               |
| 2015 | Jay Park ft. Crush, Simon Dominic & Honey Cocaine       | "MOMMAE" (remix)                                                       | Worldwide                                                                 |               |
| 2015 | Jay Park ft. Ugly Duck & Gray                           | "Don't Try Me"                                                         | Worldwide                                                                 |               |
| 2015 | Loco ft. C Jamm & Jay Park                              | "We Up There 2"                                                        | Awesome                                                                   |               |
| 2015 | Loco (ft. Gray & Jay Park                               | "Awesome"                                                              | Awesome                                                                   |               |
| 2015 | Lil Boi                                                 | "On It + BO$$"                                                         | Canción para "Show Me The Money 4"                                        |               |
| 2015 | Sik-K, Lilboi, Geegoin ft. Loco, Gray & DJ Pumkin       | "Respect"                                                              | Canción para "Show Me The Money 4"                                        |               |
| 2015 | Simon Dominic ft. ELO                                   | "Lonely Night"                                                         | Won & Only                                                                | (GRAY Remix)  |
| 2015 | Simon Dominic                                           | "Money Don't Lie (돈은 거짓말 안 해)"                                  | Won & Only                                                                | (Re-mastered) |
| 2015 | Simon Dominic                                           | "Simon Dominic (사이먼 도미닉)"                                        | Won & Only                                                                |               |
| 2015 | Simon Dominic ft. Jay Park                              | "Won & Only"                                                           | Won & Only                                                                |               |
| 2015 | Loco ft. Gray                                           | "Respect"                                                              | Digital single                                                            |               |
| 2015 | Ugly Duck ft. Mayson the Soul & U-Turn                  | "Whatever"                                                             | Digital single                                                            |               |
| 2015 | Jay Park                                                | "MOMMAE" (몸매)                                                        | Digital single                                                            |               |
| 2015 | Jay Park                                                | "Sex Trip"                                                             | Digital single                                                            |               |
| 2015 | Lydia Paek                                              | "Ayo"                                                                  | Digital single                                                            |               |
| 2015 | Jessi                                                   | "Unpretty Dreams"                                                      | Canción para "Unpretty Rapstar"                                           |               |
| 2015 | Jay Park                                                | "All I Got Time For"                                                   | Digital single                                                            |               |
| 2015 | Shinhwa                                                 | "Alright"                                                              | We                                                                        |               |
| 2015 | ELO ft. The Quiett                                      | "Your Love"                                                            | Digital single                                                            |               |
| 2014 | Loco ft. Gray                                           | "If I" (좋겠어)                                                        | Locomotive                                                                |               |
| 2014 | Loco ft. Gray                                           | "No Manners" (무례하게)                                                | Locomotive                                                                |               |
| 2014 | Loco ft. Jay Park                                       | "Thinking About You" (자꾸 생각나)                                     | Locomotive                                                                |               |
| 2014 | Loco                                                    | "You Don't Know" (니가 모르게)                                         | Locomotive                                                                |               |
| 2014 | Loco ft. Crush                                          | "Hold Me Tight" (감아)                                                 | Locomotive                                                                |               |
| 2014 | Loco ft. Crush                                          | "Hands Up" (손바닥을 보여줘)                                           | Locomotive                                                                |               |
| 2014 | Wutan ft. Gray                                          | "Lucid Dream" (자각몽)                                                 | Digital single                                                            |               |
| 2014 | Jay Park ft. Simon Dominic, Trinidad James, Loco & Gray | "Success Crazed" (미친놈)                                              | Evolution                                                                 |               |
| 2014 | Jay Park ft. TakeOne & B-Free                           | "Who The F*ck is U"                                                    | Evolution                                                                 |               |
| 2014 | Jay Park ft. Gray                                       | "Evolution"                                                            | Evolution                                                                 |               |
| 2014 | Swings & Ailee                                          | "A Real Man"                                                           | Digital single                                                            |               |
| 2014 | Jay Park                                                | "Taekwondo"                                                            | Digital single                                                            |               |
| 2014 | Jay Park                                                | "The Promise"                                                          | Digital single                                                            |               |
| 2014 | Swings ft. Yoon Jong-shin, Seulong & G.NA               | "Pool Party"                                                           | Digital single                                                            |               |
| 2014 | Jay Park                                                | "NaNa"                                                                 | Digital single                                                            |               |
| 2014 | Jung In                                                 | "As You Are Living Your Life" (살다가보면)                             | OST de "High School King of Savvy"                                        |               |
| 2014 | Crush ft. Jay Park & Simon Dominic                      | "Give It To Me"                                                        | Crush On You                                                              |               |
| 2014 | Crush ft. Gray                                          | "Whatever You Do"                                                      | Crush On You                                                              |               |
| 2014 | Illionaire Records ft. Zion.T                           | "Go Hard"                                                              | Digital single                                                            |               |
| 2014 | Jay Park ft. Simon Dominic & Gray                       | "Metronome"                                                            | Digital single                                                            |               |
| 2014 | B-Free                                                  | "Hot Summer"                                                           | Hot Summer                                                                |               |
| 2014 | Swings ft. Lovey                                        | "Major Depression" (주요 우울증)                                       | Mood Swings II, Pt. 1: Major Depression (감정기복 II, Pt. 1: 주요 우울증) |               |
| 2014 | Swings ft. Gray                                         | "Victorious 2" (이겨낼거야 2)                                          | -                                                                         | (anuncio)     |
| 2014 | Gary                                                    | "Mizuno CF"                                                            | Mr. Gae                                                                   |               |
| 2014 | Gary                                                    | "Shower Later"                                                         | Digital single                                                            |               |
| 2013 | G-Slow ft. Swings & Gray                                | "Let's Get It On"                                                      | Digital single                                                            |               |
| 2013 | Loco ft. Gray                                           | "See The Light"                                                        | Digital single                                                            |               |
| 2013 | Yoon Dae-jang                                           | "If I Were U"                                                          | Digital single                                                            |               |
| 2013 | Double K ft. Gray                                       | "Wish U Well"                                                          | Nom (놈)                                                                  |               |
| 2013 | Dok2 ft. Crush & Loco                                   | "No More (G-Mix)"                                                      | Ruthless, the Album                                                       |               |
| 2013 | Dok2 ft. Gray                                           | "Good Vibes Only"                                                      | Ruthless, the Album                                                       |               |
| 2013 | Crucial Star                                            | "Feel Like I'm Back" (우울증)                                          | Drawing #2: A Better Man                                                  |               |
| 2013 | Swings ft. Beenzino, Zion.T, & Gray                     | "A Real Lady"                                                          | Digital single                                                            |               |
| 2013 | P-Type ft. Gray                                         | "Love, Life, Rap"                                                      | Digital single                                                            |               |
| 2013 | Loco ft. Park Na-rae (de Spica)                         | "Take Care"                                                            | Digital single                                                            |               |
| 2013 | ELO ft. Gray                                            | "Parachute"                                                            | Digital single                                                            |               |
| 2013 | Zion.T ft. Dok2                                         | "Click Me"                                                             | Red Light                                                                 |               |
| 2013 | Zion.T ft. Crush                                        | "Two Melodies" (뻔한 멜로디)                                           | Red Light                                                                 |               |
| 2013 | ELO ft. Loco                                            | "Blur"                                                                 | Digital single                                                            |               |
| 2013 | Swings                                                  | "Are You Listening?" (듣고 있어?)                                      | #1, Vol. 2                                                                |               |
| 2013 | Swings ft. Gray                                         | "Invincible" (못 이겨)                                                 | #1, Vol. 2                                                                |               |
| 2013 | Infinite H ft. Zion.T                                   | "Without You"                                                          | Fly High                                                                  |               |
| 2012 | Crush                                                   | "Red Dress"                                                            | Digital single                                                            |               |
| 2012 | Jerry.K ft. Zion.T                                      | "You're Not A Lady"                                                    | True Self                                                                 |               |
| 2012 | Stello ft. Yoon Hyeon-jun                               | "The Way Home"                                                         | Digital single                                                            |               |
| 2012 | Stello ft. Jeongbo                                      | "Plastic Girl"                                                         | Digital single                                                            |               |
| 2012 | Stello ft. Rbii                                         | "Hongdae Blues" (홍대 블루스)                                          | Digital single                                                            |               |
| 2012 | KittiB                                                  | "I'm Her"                                                              | Digital single                                                            |               |

### Como compositor
| Año  | Canción | Cadena                   | Notas               |
| ---- | ------- | ------------------------ | ------------------- |
| 2017 | OK      | OST de "Prison Playbook" | junto a DAX y BewhY |

## Filmografía

### Apariciones en programas de variedades
| Año        | Programa                   | Notas                                                                         |
| ---------- | -------------------------- | ----------------------------------------------------------------------------- |
| 2019       | Let's Eat Dinner Together  | (ep. #113) - invitado                                                         |
| 2019       | Guest My Next Move         | concursante - junto a Loco y DJ Pumkin                                        |
| 2018       | Eat In Style               |                                                                               |
| 2018       | The Call                   | concursante - junto a Loco                                                    |
| 2018       | A Battle of One Voice: 300 | concursante - junto a Loco                                                    |
| 2017, 2018 | Hyena on the Keyboard      | concursante - junto a Rhythm Power concursante - junto a Loco, Hoody y Sleepy |
| 2016       | Show Me the Money 5        | juez / productor - junto a Simon Dominic                                      |